# Heterostylidiplosis capituliformis
Heterostylidiplosis capituliformis är en tvåvingeart som beskrevs av Fedotova 2004. Heterostylidiplosis capituliformis ingår i släktet Heterostylidiplosis och familjen gallmyggor. Inga underarter finns listade i Catalogue of Life.